# Karl-Heinz Mattern
Karl-Heinz Mattern (* 11. Dezember 1918 in Danzig; † 9. Juli 1996 in Bonn) war ein deutscher Verwaltungsjurist.

## Leben
Als Sohn eines Schulrats geboren, ging Mattern auf ein Danziger Gymnasium. Am Zweiten Weltkrieg nahm er als Reserveoffizier und Batteriechef teil, wurde mehrfach verwundet und konnte aus sowjetischer Kriegsgefangenschaft fliehen. Er studierte Rechtswissenschaften in Tübingen. Während seines Studiums wurde er 1941 Mitglied der Alten Straßburger Burschenschaft Germania. 1948 machte er sein erstes juristisches Examen und wurde Assistent für öffentliches Recht und Völkerrecht an der Universität Tübingen. 1949 wurde er zum Dr. iur. promoviert. 1949/50 gehörte er dem Neunerrat an, der 1950 die Wiedergründung der Deutschen Burschenschaft organisierte. Er wurde Mitglied des Hochschulpolitischen Ausschusses (HpA) der Deutschen Burschenschaft. 1951 folgte sein zweites Examen.
Im selben Jahr arbeitete er in der Verwaltung des Deutschen Bundestages in Bonn, wo er auch Sekretär mehrerer Bundestagsausschüsse war (1955 Mitglied des Ausschusses für Besatzungsfolgen und Mitglied des Auswärtigen- und Gesamtdeutschen-Ausschusses). Er wurde zum Regierungsrat befördert und war zeitweise Mitarbeiter im Europäischen Parlament. Am Europäischen Institut der Universität Saarbrücken hielt er Vorlesungen über Fragen des Europarechts, des Parlamentsrechts und des Atomrechts. 1955 wurde er Vorstandsmitglied und Vorsitzender des Stiftungsrates im Ostdeutschen Kulturrat. 1970 wurde er Präsident der Bundesakademie für öffentliche Verwaltung in Bonn. 1973 wurde er Präsident der Ost-Akademie und des Norddeutschen Kulturwerks. 1979 war er als Honorarprofessor für Verwaltungswissenschaft an der Universität Münster tätig. Von 1981 bis 1993 war er Präsident des Rats der Danziger.

## Veröffentlichungen (Auswahl)
- Die völkerrechtliche Bedeutung der Auslandsregierung. Dissertation Universität Tübingen, 1949.
- Die Exilregierung: Eine historische Betrachtung der internationalen Praxis seit dem Beginne des Ersten Weltkrieges und deren völkerrechtliche Wertung. Tübingen 1953.
- Mitverfasser vom Atomgesetz: Gesetz über die friedliche Verwendung der Kernenergie und den Schutz gegen ihre Gefahren vom 23. Dezember 1959: mit den dazu erlassenen Rechtsverordnungen, den einschlägigen Vorschriften des Vertrages zur Gründung der Europäischen Atomgemeinschaft sowie dem Übereinkommen über die Haftung gegenüber Dritten auf dem Gebiet der Kernenergie. [Kommentar]. Berlin, Frankfurt am Main 1961.
- Grundlinien des Parlaments. Berlin 1969.
- Das Verwaltungshandeln im Richtsteig von Ziel und Ergebnis. Regensburg 1984.
- Anforderungen an die öffentliche Verwaltung: Ein Leitfaden für die Verwaltungspraxis. Regensburg 1991.

## Ehrungen
- 1965: Heinrich-von-Kleist-Preis (Bund der Vertriebenen)
- 1979: Bundesverdienstkreuz 1. Klasse
- 1982: Ritter der französischen Ehrenlegion
- 1983: Ehrenzeichen für Verdienste um die Republik Österreich
- 1984: Großes Bundesverdienstkreuz